# Жаботинка
Жаботинка — річка в Україні, у Черкаському районі Черкаської області. Права притока Тясмину (басейн Дніпра).

## Опис
Довжина річки 18 км, похил річки — 3,5 м/км. Площа басейну 126 км².

## Розташування
Бере початок на південній околиці Флярківки. Тече переважно на північний схід через Жаботин і біля Чубівки впадає у річку Тясмин, праву притоку Дніпра.
Населені пункти вздовж берегової смуги: Куликівка, Грекове.